# S-League de 2015
A S.League de 2015 foi a 20° temporada da principal divisão do futebol de Singapura, a S.League.
O nome oficial patrocinado é Great Eastern YEO'S S.League, o campeão foi Brunei DPMM FC, e o vice foi o Tampines Rovers

## Participantes 2015
| Time                        | Estádio                           | Capacidade |
| --------------------------- | --------------------------------- | ---------- |
| Albirex Niigata (Singapore) | Jurong East Stadium               | 2,700      |
| Balestier Khalsa            | Toa Payoh Stadium                 | 3,900      |
| Brunei DPMM                 | Hassanal Bolkiah National Stadium | 30,000     |
| Geylang International       | Bedok Stadium                     | 3,900      |
| Harimau Muda                | Hang Jebat Stadium                | 40,000     |
| Home United                 | Yishun Stadium                    | 3,400      |
| Hougang United              | Hougang Stadium                   | 3,000      |
| Tampines Rovers             | Jurong West Stadium               | 3,200      |
| Warriors                    | Woodlands Stadium                 | 4,300      |
| Young Lions                 | Jalan Besar Stadium               | 8,000      |

## Classificação Final
|     | Equipes               | PJ | V  | E | D  | GM | GS | SG  | Pts |
| --- | --------------------- | -- | -- | - | -- | -- | -- | --- | --- |
| 01. | Brunei DPMM FC        | 27 | 15 | 7 | 5  | 48 | 26 | +22 | 52  |
| 02. | Tampines Rovers       | 27 | 14 | 6 | 7  | 42 | 25 | +17 | 48  |
| 03. | Albirex Niigata       | 27 | 13 | 6 | 8  | 27 | 17 | +10 | 45  |
| 04. | Balestier Khalsa FC   | 27 | 12 | 8 | 7  | 39 | 35 | +4  | 44  |
| 05. | Warriors FC           | 27 | 11 | 4 | 12 | 40 | 51 | -11 | 37  |
| 06. | Home United           | 27 | 9  | 9 | 9  | 38 | 34 | +4  | 36  |
| 07. | Harimau Muda          | 27 | 9  | 6 | 12 | 29 | 40 | -11 | 33  |
| 08. | Geylang International | 27 | 7  | 7 | 13 | 36 | 44 | -8  | 28  |
| 09. | Young Lions           | 27 | 7  | 6 | 14 | 30 | 43 | -13 | 27  |
| 10. | Hougang United        | 27 | 4  | 9 | 14 | 14 | 28 | -14 | 21  |

## Artilheiros[1]
| Pos. | Jogador           | Clube                 | Gols |
| ---- | ----------------- | --------------------- | ---- |
| 1    | Ramazotti         | DPMM                  | 21   |
| 2    | Fazrul Nawaz      | Warriors              | 18   |
| 3    | Miroslav Kristic  | Balestier Khalsa      | 16   |
| 4    | Rodrigo Tosi      | Tampines Rovers       | 14   |
| 5    | Mateo Roskam      | Warriors              | 13   |
| 6    | Jozef Kapláň      | Geylang International | 12   |
| 6    | Paulo Sérgio      | DPMM                  | 12   |
| 6    | Bruno Castanheira | Geylang International | 12   |
| 9    | Ken Ilsø          | Home United           | 11   |
| 10   | Robert Peričić    | Balestier Khalsa      | 9    |